# 尾玉なみえ
尾玉 なみえ（おだま なみえ、1979年6月1日 - ）は、日本の女性漫画家。大阪府出身。デビュー時よりギャグ漫画を執筆し続けている。少女漫画風のポップな絵柄とは裏腹に、マニアックなパロディ、えげつない下ネタ、独特の擬音・台詞回しを用いた毒々しい作風が特徴。別名義にこおろぎあぽじがある。

## 略歴
1995年（平成7年）、講談社の月刊アフタヌーン四季賞佳作でデビュー。
2000年（平成12年）に「純情パイン」で集英社の第52回赤塚賞準入選を取り、同年『週刊少年ジャンプ』（集英社）において同名作品を連載するが13話で打ち切りとなる。2002年（平成14年）より同誌において「少年エスパーねじめ」を連載するが、同作は20話で打ち切られる。
その後『ビジネスジャンプ』（集英社）に移籍し、2003年（平成15年）から2005年（平成17年）にかけて「アイドル地獄変」・「スパル・たかし」と連載するが、いずれも単行本1冊の短命作品となっている。この後しばらく本格的な連載のない状態が続き、集英社を中心とした様々な雑誌に読み切りの発表を続けた。
2007年（平成19年）から2014年（平成26年）まで講談社の『月刊少年シリウス』において「マコちゃんのリップクリーム」を連載。尾玉にとっての最長連載となっている。2009年（平成21年）からは『good!アフタヌーン』（講談社、隔月刊として始まり後に月刊化）で「たおれて尊し!」、2010年（平成22年）からは『ジャンプSQ.19』（集英社、季刊誌として始まり後に隔月刊化）で「モテ虫王者カブトキング」の連載を開始し一時は3作を同時に連載していたが、2012年（平成24年）に両作共に終了している。

## 作品リスト

### 漫画作品
各作品の詳細などについてはリンク先の各記事を参照。
- 2017年4月現在。
- デフォルトでの表記は発表順。他列でのソート後に再度発表順でソートするには、最左列を利用する。
- 発表年は掲載誌の発行日に基づく。
- 同名の作品は【 】内の注記で区分をつける。
- 一部の発行元出版社および、増刊本誌については以下の略号を用いる。
  - 出版社 - SQEX：スクウェア・エニックス
  - 増刊本誌 - BJ：ビジネスジャンプ  / MA：月刊アフタヌーン / SQ：ジャンプスクエア / WJ：週刊少年ジャンプ / YJ：週刊ヤングジャンプ / 近麻：近代麻雀
- 掲載誌のソートは刊行頻度（月刊 etc.）を除いた名称で行う。また増刊誌は本誌名+増刊名でソートされる（例：「MA増刊 good!アフタヌーン」は「あふたぬうんくつとあふたぬうん」でソート）。
- 「収」欄は初収録となった単行本を示す。記号対応は#単行本を参照。
  - 連載作品単行本への併録作品については、略号末尾に収録巻を併記。
    - 例）ね1：『少年エスパーねじめ』1巻に併録。

  - 短編集収録作品については、収録順を末尾に「-xx」の形で記載。
    - 例）短1-12：『ロマンティック食堂』内で12番目に収録。

|  | 連載作品 |  | 読切作品 |

|      | タイトル                                  | 種   | 発行       | 掲載誌                                           | 収     | 備考                                                           |  |
| ---- | ----------------------------------------- | ---- | ---------- | ------------------------------------------------ | ------ | -------------------------------------------------------------- |  |
| 0    | Ｚ                                        | Ｚ   | Ｚ         | 1999年（平成11年）                               | Ｚ     | Ｚ                                                             |  |
| 1    | 少年エスパーねじめ【EB版】                | 読切 | 集英社     | BJ増刊 EXTRAビージャン 1999年12月30日号          | 短1-13 | こおろぎあぽじ名義。『少年エスパーねじめ〈完全版〉』にも収録。 |  |
| 1.5  | Ｚ                                        | Ｚ   | Ｚ         | 2000年（平成12年）                               | Ｚ     | Ｚ                                                             |  |
| 2    | 純情パイン【WJ版】                        | 読切 | 集英社     | 週刊少年ジャンプ 2000年27号                      | ね1    | 『純情パイン〈完全版〉』にも収録。                             |  |
| 3    | 純情パイン【赤マル版】                    | 読切 | 集英社     | WJ増刊 赤マルジャンプ 2000SUMMER                 | ね2    | 『純情パイン〈完全版〉』にも収録。                             |  |
| 4    | ビューティフル ファミリア                 | 読切 | 集英社     | BJ増刊 EXTRAビージャン 2000年9月30日号           | 短1-12 |                                                                |  |
| 5    | 純情パイン【連載版】                      | 連載 | 集英社     | 週刊少年ジャンプ 2000年47号 - 2001年9号          | じ     | 連載デビュー作。                                               |  |
| 5.5  | Ｚ                                        | Ｚ   | Ｚ         | 2001年（平成13年）                               | Ｚ     | Ｚ                                                             |  |
| 6    | 少年エスパーねじめ【WJ版】                | 読切 | 集英社     | 週刊少年ジャンプ 2001年46号                      | 短1-05 | 『少年エスパーねじめ〈完全版〉』にも収録。                     |  |
| 6.5  | Ｚ                                        | Ｚ   | Ｚ         | 2002年（平成14年）                               | Ｚ     | Ｚ                                                             |  |
| 7    | 少年エスパーねじめ【連載版】              | 連載 | 集英社     | 週刊少年ジャンプ 2002年13号 - 33号               | ね     |                                                                |  |
| 8    | マコちゃんのリップクリーム【GS版】        | 読切 | 集英社     | WJ増刊 GAG Special 2002                          | ね2    |                                                                |  |
| 8.5  | Ｚ                                        | Ｚ   | Ｚ         | 2003年（平成15年）                               | Ｚ     | Ｚ                                                             |  |
| 9    | 昆虫大作戦 インセクトS【採集編】          | 読切 | 集英社     | 週刊ヤングジャンプ 2003年11号                    | 短1-14 |                                                                |  |
| 10   | 指折り姫                                  | 読切 | 集英社     | ウルトラジャンプ 2003年4月号                     | 短1-01 |                                                                |  |
| 11   | アイドル地獄変                            | 連載 | 集英社     | ビジネスジャンプ 2003年8号 - 22号                | ア     |                                                                |  |
| 12   | マコちゃんのリップクリーム【漫革版】      | 読切 | 集英社     | YJ増刊 漫革 2003年6月5日号                       | 短1-04 |                                                                |  |
| 12.5 | Ｚ                                        | Ｚ   | Ｚ         | 2004年（平成16年）                               | Ｚ     | Ｚ                                                             |  |
| 13   | スパル・たかし                            | 連載 | 集英社     | ビジネスジャンプ 2004年4号 - 2005年3号           | ス     |                                                                |  |
| 14   | 昆虫大作戦 インセクトS【生態編】          | 読切 | 集英社     | 週刊ヤングジャンプ 2004年20号                    | 短1-09 |                                                                |  |
| 15   | くノ一児童あこがれちゃん                  | 読切 | 講談社     | ヤングマガジンアッパーズ 2004年10号・11号        | 短1-03 |                                                                |  |
| 15.5 | Ｚ                                        | Ｚ   | Ｚ         | 2005年（平成17年）                               | Ｚ     | Ｚ                                                             |  |
| 16   | マコちゃんのリップクリーム【YJ版】        | 読切 | 集英社     | 週刊ヤングジャンプ 2005年1号                     | 短1-10 |                                                                |  |
| 17   | サルっ子ペペ【1】                         | 読切 | 集英社     | BJ増刊 BJ魂 22号                                 | 短2-08 | ペペ登場 / メガネがため / オシャレ                             |  |
| 18   | サルっ子ペペ【2】                         | 読切 | 集英社     | BJ増刊 BJ魂 23号                                 | 短2-09 | 強襲、ゴリアテ / 熟れっ子ダン                                  |  |
| 19   | トイレ童子おしりくん                      | 読切 | 小学館     | 小学六年生 2005年6月号                           | 短1-07 |                                                                |  |
| 20   | サルっ子ペペ【3】                         | 読切 | 集英社     | ビジネスジャンプ 2005年15号                      | 短2-10 | ロンリー・バブル・モンキー・オッパイ / 二代めビー蔵            |  |
| 21   | プロゼクトX                               | 読切 | 集英社     | 週刊ヤングジャンプ 2005年16号                    | 短1-11 |                                                                |  |
| 22   | プロレス・ビッグ・スター列伝              | 読切 | 集英社     | 週刊ヤングジャンプ 2005年16号                    | 短1-06 |                                                                |  |
| 23   | プロカメラマン★さべろう                   | 読切 | 集英社     | 週刊ヤングジャンプ 2005年19号                    | 短1-08 |                                                                |  |
| 24   | まま子とトシロー                          | 読切 | 集英社     | 週刊ヤングジャンプ 2005年19号                    | 短1-02 |                                                                |  |
| 25   | 愛しのレスラー                            | 読切 | 集英社     | BJ増刊 BJ魂 25号                                 | 短2-07 |                                                                |  |
| 26   | スーパーマグナム まむしレディ             | 読切 | 集英社     | BJ増刊 BJ魂 26号                                 | 短2-06 |                                                                |  |
| 26.5 | Ｚ                                        | Ｚ   | Ｚ         | 2006年（平成18年）                               | Ｚ     | Ｚ                                                             |  |
| 27   | 燃えよセールス!!【1】                     | 読切 | 集英社     | YJ増刊 漫革 49号                                 | 短2-01 | なつかしや童謡 / やせるパラパラ / 二人と明太子                 |  |
| 28   | 燃えよセールス!!【2】                     | 読切 | 集英社     | YJ増刊 漫革 51号                                 | 短2-02 | ちっちゃいアヌビス / 似てないけど平気                          |  |
| 29   | 燃えよセールス!!【3】                     | 読切 | 集英社     | 週刊ヤングジャンプ 2006年33号                    | 短2-03 | 車が3つもある名前 / 鬼部長イネガー                             |  |
| 30   | キャディーの穴                            | 読切 | 集英社     | YJ増刊 漫革 53号                                 | マ3    |                                                                |  |
| 31   | 燃えよセールス!!【4】                     | 読切 | 集英社     | 週刊ヤングジャンプ 2006年47号                    | 短2-04 | スベスベーナ / 審判ストレッチ                                  |  |
| 32   | サルの子ペペ                              | 連載 | 秋田書店   | 週刊少年チャンピオン 2006年47号 - 50号           | 短2-11 |                                                                |  |
| 32.5 | Ｚ                                        | Ｚ   | Ｚ         | 2007年（平成19年）                               | Ｚ     | Ｚ                                                             |  |
| 33   | マコちゃんのリップクリーム【連載版】      | 連載 | 講談社     | 月刊少年シリウス 2007年4月号 - 2014年12月号      | マ     |                                                                |  |
| 34   | すすむ武芸帳                              | 読切 | SQEX       | 月刊少年ガンガン 2007年9月号                     | マ1    |                                                                |  |
| 34.5 | Ｚ                                        | Ｚ   | Ｚ         | 2008年（平成20年）                               | Ｚ     | Ｚ                                                             |  |
| 35   | ロボ合体 バスコン3                        | 読切 | 集英社     | ジャンプスクエア 2008年6月号                     | モ1    |                                                                |  |
| 36   | 押忍! 相撲部                              | 読切 | 講談社     | 月刊マガジンZ 2008年9月号                        | マ2    |                                                                |  |
| 36.5 | Ｚ                                        | Ｚ   | Ｚ         | 2009年（平成21年）                               | Ｚ     | Ｚ                                                             |  |
| 37   | 燃えよセールス!!【5】                     | 読切 | 竹書房     | 近麻増刊 コミックマーブル vol.11                 | 短2-05 | 鼻は顔の一部                                                   |  |
| 38   | プロカメラマンさべろう                    | 読切 | 竹書房     | 近代麻雀 2009年12月1日号                         | マ5    |                                                                |  |
| 39   | たおれて尊し!                             | 連載 | 講談社     | MA増刊 good!アフタヌーン 7号 - 25号              | た     |                                                                |  |
| 39.5 | Ｚ                                        | Ｚ   | Ｚ         | 2010年（平成22年）                               | Ｚ     | Ｚ                                                             |  |
| 40   | コンドル                                  | 読切 | 少年画報社 | ヤングキング 2010年06号                          | —      | 単行本未収録。                                                 |  |
| 41   | モテ虫王者カブトキング                    | 連載 | 集英社     | SQ増刊 ジャンプSQ.19 2010年春号 - 2012年vol.02   | モ     |                                                                |  |
| 41.5 | Ｚ                                        | Ｚ   | Ｚ         | 2012年（平成24年）                               | Ｚ     | Ｚ                                                             |  |
| 42   | モテヤン                                  | 読切 | 集英社     | SQ増刊 ジャンプスクエアラボ vol.002              | モ2    |                                                                |  |
| 43   | ねこまた！                                | 読切 | 集英社     | SQ増刊 ジャンプSQ.19 2012年11月号 - 2012年vol.04 | —      | 単行本未収録。                                                 |  |
| 44   | アイドル地獄変2012                        | 読切 | 講談社     | 『アイドル地獄変〈完全版〉』描下し               | ア     |                                                                |  |
| 43.5 | Ｚ                                        | Ｚ   | Ｚ         | 2013年（平成25年）                               | Ｚ     | Ｚ                                                             |  |
| 45   | クズ語り                                  | 読切 | 講談社     | 『焼殺死』描下し                                 | —      | 単行本未収録。                                                 |  |
| 44.5 | Ｚ                                        | Ｚ   | Ｚ         | 2014年（平成26年）                               | Ｚ     | Ｚ                                                             |  |
| 46   | 10年後のセカイ                            | 読切 | 講談社     | 『少年エスパーねじめ〈完全版〉』描下し           | ね     |                                                                |  |
| 47   | よい子のための尾玉なみえ童話集I 人魚姫    | 連載 | 講談社     | 月刊少年シリウス 2015年2月号 - 9月号             | よ     |                                                                |  |
| 46.5 | Ｚ                                        | Ｚ   | Ｚ         | 2015年（平成27年）                               | Ｚ     | Ｚ                                                             |  |
| 48   | よい子のための尾玉なみえ童話集II 雪の女王 | 連載 | 講談社     | 月刊少年シリウス 2015年11月号 - 2016年6月号      | よ     |                                                                |  |

### 単行本
書誌情報の詳細などについてはリンク先の各記事を参照。
- 2017年4月現在。
- デフォルトでの表記は作品毎にまとめて初巻の発行順とし、短編集については最後にまとめた。他列でのソート後にデフォルトの順へと戻すには、最左列を利用する。
- 「略」欄は上記#漫画作品の収録欄で用いている略号を示す。

|  | 連載作品 |  | 再出版 |  | 短編集 |

|    | 書名                           | 発行   | レーベル                       | 判   | 発行年          | 巻 | 注記                               | 略  |
| -- | ------------------------------ | ------ | ------------------------------ | ---- | --------------- | -- | ---------------------------------- | --- |
| 1  | 純情パイン                     | 集英社 | ジャンプ・コミックス           | 新書 | 2001年          | 1  |                                    | じ  |
| 2  | 純情パイン〈完全版〉           | 講談社 | シリウスKC                     | B6   | 2011年          | 1  | ワイド版での再出版。読切版も収録。 | じ  |
| 3  | 少年エスパーねじめ             | 集英社 | ジャンプ・コミックス           | 新書 | 2002年          | 2  |                                    | ね  |
| 4  | 少年エスパーねじめ〈完全版〉   | 講談社 | シリウスKC                     | B6   | 2014年          | 1  | ワイド版での再出版。読切版も収録。 | ね  |
| 5  | アイドル地獄変                 | 集英社 | ヤングジャンプ・コミックス・BJ | B6   | 2003年          | 1  |                                    | ア  |
| 6  | アイドル地獄変〈完全版〉       | 講談社 | シリウスKC                     | B6   | 2012年          | 1  | ワイド版での再出版。               | ア  |
| 7  | スパル・たかし                 | 集英社 | ヤングジャンプ・コミックス・BJ | B6   | 2005年          | 1  |                                    | ス  |
| 8  | マコちゃんのリップクリーム     | 講談社 | シリウスKC                     | B6   | 2008年 - 2014年 | 11 |                                    | マ  |
| 9  | モテ虫王者カブトキング         | 集英社 | ジャンプ・コミックス           | B6   | 2011年 - 2012年 | 2  |                                    | モ  |
| 10 | たおれて尊し!                  | 講談社 | アフタヌーンKC                 | B6   | 2011年 - 2012年 | 2  |                                    | た  |
| 11 | よい子のための尾玉なみえ童話集 | 講談社 | シリウスKC                     | B6   | 2015年 - 2016年 | 2  |                                    | よ  |
| 12 | ロマンティック食堂             | 集英社 | ヤングジャンプ・コミックス・BJ | B6   | 2005年          | 1  | 1冊目の短編集。                    | 短1 |
| 13 | 脳酸球                         | 講談社 | シリウスKC                     | B6   | 2009年          | 1  | 2冊目の短編集。                    | 短2 |

### その他
- 『尾玉なみえ小冊子 焼殺死』2013年、B6、16ページ
  - 非売品の小冊子。2012年10月から12月にかけての三ヶ月連続単行本刊行を記念した「なみえの一勝二敗フェア」で、『モテ虫王者カブトキング 2』『マコちゃんのリップクリーム 8』『たおれて尊し 2』の3冊の単行本を購入し応募した1247人全員に贈られた。
- 笠井一成『はじめての破滅』東京図書出版会、2009年、ISBN 978-4-86223-315-8 - 表紙イラスト

## 関連人物
秋本治
『こちら葛飾区亀有公園前派出所』大阪編の大阪弁監修を尾玉に依頼。
服部昇大
服部が『魔法の料理 かおすキッチン』単行本の付帯掲載コメントを尾玉に依頼。尾玉は依頼者が驚く程の大量のコメントと歌まで送りつけている。